# Ringsjö Stenbrott
AB Ringsjö Stenbrott grundades 1899 av bland andra  Lave Beck-Friis, som under några år var ägare till Bosjökloster.
Företagets största stenbrott var Stanstorpsgraven i Stanstorp sydväst om Höör, vid de tidigare Kullagravarna, där man började bryta höörsandsten i industriell skala. Höörsandsten bröts också i Vittseröd. Verksamheten lades ned 1910.
Mellan Stanstorpsgraven och Höörs station vid Södra stambanan byggde företaget 1905 en decauvillejärnväg genom Stenskogen. Sträckningen används idag till vandringsleden Brottets bana, som utgår från Höörs mölla.